# Kulina Voda, Plevna
Kulina Voda (în bulgară Кулина Вода) este un sat în comuna Belene, regiunea Plevna,  Bulgaria. 

## Demografie
Componența etnică a satului Kulina Voda
     Bulgari (29,52%)
     Nicio identificare (70,47%)
     Altele (0%)
La recensământul din 2011, populația satului Kulina Voda era de 210 locuitori. Nu există o etnie majoritară, locuitorii fiind  și bulgari (29,52%). Pentru 70,47% din locuitori nu este cunoscută apartenența etnică.